# Gymnopholus engabenae
Gymnopholus engabenae  (лат.) — вид мелких жуков-долгоносиков  рода Gymnopholus из подсемейства Entiminae семейства Curculionidae (Eupholini, Coleoptera). Эндемик острова Новая Гвинея.

## Распространение
Встречаются на острове Новая Гвинея на высотах выше 1 км.

## Описание
Среднего размера нелетающие жуки-долгоносики. Длина тела около 2 см (15—21 мм); чёрный и блестящий. Скутеллюм мелкий. Голова сверху гладкая. Усики длинные, достигаю середины тела. Длина проторакса равна примерно равна ширине головы у заднего края глаз. Надкрылья узкие, гладкие, наиболее широкие в базальное четверти длины. Ноги длинные. Характерны для тропических влажных и горных лесов. Взрослые жуки питаются листьями молодых деревьев (найдены на Elaeocarpus). От близкого вида Gymnopholus interpret отличается более округлыми выступами-туберкулами на пронотуме.

## Систематика
Вид был впервые описан в 1977 году и включён в состав номинативного подрода Gymnopholus s.str. Gressitt, 1966 американским энтомологом Линсли Гресситтом (J. Linsley Gressitt; Гонолулу, Гавайи, США; 1914—1982) и назван по месту нахождения типовой серии (Engabena, Morobe Distr.). Большинство авторов включают вид Gymnopholus engabenae в трибу Eupholini (в составе подсемейства Entiminae).